# Españita, Michoacán de Ocampo
Españita är en ort i Mexiko.   Den ligger i kommunen Salvador Escalante och delstaten Michoacán de Ocampo, i den södra delen av landet, 270 km väster om huvudstaden Mexico City. Españita ligger 2 034 meter över havet och antalet invånare är 201.
Terrängen runt Españita är lite bergig. Runt Españita är det ganska glesbefolkat, med 48 invånare per kvadratkilometer. Närmaste större samhälle är Ario de Rosales, 12,0 km söder om Españita. I omgivningarna runt Españita växer huvudsakligen savannskog.